# ويلبر مور
ويلبر مور (بالإنجليزية: Wilbur Moore)‏ هو لاعب كرة قدم أمريكية أمريكي، ولد في 22 أبريل 1916 في أوستين في الولايات المتحدة، وتوفي في 9 أغسطس 1965 في تاكوما بارك في الولايات المتحدة.

## وصلات خارجية
- ويلبر مور على موقع مرجع كرة القدم المحترفة.كوم (الإنجليزية)